# Eugnathogobius variegatus
Eugnathogobius variegatus es una especie de pez de la familia de los Gobiidae en el orden de los Perciformes.

## Hábitat
Es un pez de clima tropical y demersal.

## Distribución geográfica
Se encuentra en el Pacífico occidental central: Singapur, Tailandia y Indonesia. 

## Observaciones
Es inofensivo para los humanos. 